# 臺灣追想曲
臺灣追想曲為蘇文慶採用台灣小調的曲調，所寫的國樂合奏曲，原曲名也叫台灣小調。原稿在1997年於美國舊金山寫就，作為中華民國全國（縣市）學生音樂比賽國樂合奏指定曲
但原曲的主題，取材自許石所寫的流行曲台灣小調，因許石的後人提出著作權主張，故而蘇文慶於2000年9月修稿，並重新定名為「臺灣追想曲」，英語名稱為「Capriccio "Taiwan"」。樂曲結構嚴謹，音樂流暢，在臺灣颇受喜爱。

## 更名修稿事由
蘇文慶在創作台灣小調的時候，原以為台灣小調是公開版權的民謠，所以直接以這個耳熟能詳的曲調來作為創作的素材。樂曲演出後，受到大家的喜愛，經常出現在大小音樂會當中，於是台北市立國樂團提出出版這首曲子的樂譜的計畫，並與蘇老師接洽。
但蘇文慶認為有必要再確認這個曲調的出處以確認著作權的問題。研究了一些資料之後，卻發現這首曲子並非是民謠，而是由許石先生所做。於是聯絡了許石先生的繼承人，希望得到原曲著作權人的再創作授權，卻因授權的條件沒有談攏而作罷。之後，蘇老師便改寫了其中的主題，並改名為台灣追想曲，並且不再授權讓任何團體演奏1997年創作的台灣小調，以避免觸犯著作權法規。

## 全曲結構
臺灣追想曲一共分為五段
- A段「序奏」：自由版；以曲笛悠揚的音色，引導出思鄉情懷的意境。
- B段「主題旋律」：如歌的行版。由二胡主奏，轉調後以吹管主奏。描繪出台灣是個好山好水的地方。
- C段「快板」以打擊樂特有的音響色彩，運用切分音等節奏變化，烘托出熱鬧的氣氛，並搭配著樂團演奏，延段音樂有著歡樂愉快的心情，富舞蹈性的旋律與節奏。後段音樂運用力度變化、音符音型的跳動轉折以及拍號的轉換等，象徵著台灣社會在發展過程中，所遭遇到的許多困境。
- D段「主題再現」：行板；樂團以磅礡的聲響氣勢，歌頌著美麗的故事。
- E段「尾奏」：急板；快板的主題動機重現，在熱鬧喜悅中結束樂曲。